# セオ・トラヴィス
セオ・トラヴィス（Theo Travis、1964年7月7日 - 、イングランド・バーミンガム生まれ）は、イギリスのサクソフォーン奏者、フルート奏者、作曲家である。グループがまだ「レガシー」という接尾語を使用していた2006年から参加したソフト・マシーンのメンバーとして、また、1999年から2010年までゴングのメンバーを務めたことで最もよく知られている。 

## 略歴
トラヴィスは、ショスタコーヴィチの作品を専門とし、マンチェスター大学から音楽の学位を取得した。主にジャズの分野で活動するバンドリーダーとして、11枚のソロ・アルバムを作成し、ほとんどの作品を作曲しアレンジした。しかし、2003年のアルバム『Slow Life』は、彼ひとりのパフォーマンスでありながらトラヴィス&フリップとしてのその後の作品を予感させるループを採用したアンビエント・アルバムとなっている。彼は、ジョン・フォックスや、ロバート・フリップとのトラヴィス&フリップの片割れとして、彼自身と他の誰か（場合によってはそれ1人以上）のコラボレーター（たち）とともにクレジットされた同じくらいの数のアルバムを作成している。
バンドリーダーとしてのトラヴィスのアルバムで、彼は数多くのジャズ・ミュージシャンと共演してきた。これらには、2007年のアルバム『Double Talk』における、ギタリストのマイク・アウトラムとオルガニストのピート・ウィッテイカーが含まれている。このアルバムにはベーシストが存在していなかった。ウィッテイカーの独特なキーボード・スタイルには、左手でベース・パートを演奏することが含まれていた。ロバート・フリップもこのアルバムの2曲にゲストとして参加し、そのうちの1つはトラヴィスと共同で作曲された。他の共同作業に従事していたため、トラヴィスは8年間、ジャズのアルバムを録音しなかった。2015年にそれを行おうとしたとき、彼はこの2007年のアルバムにちなんで新しいバンドをセオ・トラヴィス・ダブル・トークと名付けた。この新しいバンドには、アウトラムとウィッテイカーの両名が再び含まれ、ドラムにニック・フランスが追加された。
1993年、トラヴィスはベーシストのデイヴ・スタートと一緒にジェイド・ウォリアーのアルバム『Distant Echoes』を制作した。後にバンドの2008年のアルバム『NOW』でも再び両名が制作に携わっている。それは偶然のコラボレーションを証明することだった。このペアは4人組フュージョン・バンドのThe Other Sideでも共演し、1994年にアルバム『Dangerous Days』をリリース。1999年以降、Cipherというバンドでさまざまなゲスト・ミュージシャンとコラボレーションを行った。その中には、後者の即興演奏で3人組ライブ・バンドのOrchestra Futuraや、より一般的な7人組ロック・バンドのビル・ネルソン・アンド・ジェントルマン・ロケッティアーズのビル・ネルソンもいた。デイヴ・スタートは、トラヴィス&フリップの2014年のアルバム『Discretion』でミックス・エンジニアも務めていた。
2006年、トラヴィスはソフト・マシーン・レガシーに参加した。これは、ソフト・マシーンのメンバーと作品に基づいたプロジェクトで、後期の管楽器奏者エルトン・ディーンの後を受けて加入した。2008年以来、彼はギタリストのロバート・フリップとのデュオであるトラヴィス&フリップで協力し、これまでに4枚のCDをリリースし、DGMLiveからダウンロード作品として3本のライブ・コンサートをリリースしている（そのうち2本はTonefloatからヴァイナル盤としても発売されている）。トラヴィスはまた、スティーヴン・ウィルソンと幅広く協力しており、彼のレコード15枚で演奏し、ウィルソンはトラヴィスのリリースした6枚をミックスした。トラヴィスは、ウィルソンのグラミー賞にノミネートされたアルバム『Grace for Drowning』における注目のソリストとして広く知られるようになり、彼のツアー・ライブ・バンドの一員を務めている。2014年に、Kickstarterの資金を使用して、彼は『Twice Around The World: Steven Wilson Tour Blogs 2012-2013』という本を自費出版した。この本には、トラヴィスのFacebookページで以前に公開されたエントリが含まれており、それが再編集され、ツアー写真を含めた豪華なものに仕上がっている。
2019年4月、トラヴィスがキーボーディストとしてキング・クリムゾンの50周年記念ツアーでビル・リーフリンの代役を務めることが発表された。しかし、5月3日、ロバート・フリップはトラヴィスがバンドに参加しないと発表した。
トラヴィスは、ハロルド・バッド、ベース・コミュニオン、バーント・フリードマン、ゴング、ノーマン、ポーキュパイン・ツリー、タンジェント、デイヴ・シンクレア、リチャード・シンクレア、デヴィッド・シルヴィアン、デヴィッド・ギルモアとも共演してきた。
彼はジャズ、アンビエント・ミュージック、プログレッシブ・ロックのジャンルにとって重要な存在となっている。

## 受賞歴
トラヴィスのアルバム『View From the Edge』は、「ジャズ・オン・CD」の評論家/読者投票によって1994年のベスト・ブリティッシュ・ジャズCDに選ばれた。

## ディスコグラフィ

### ソロ・アルバム
- 2am (1993年、33 Jazz)
- View From the Edge (1994年、33 Jazz) ※Best British Jazz CD 1994
- Secret Island (1996年、33 Jazz)
- Passion Dance - Live at Ronnie's (1999年、Ronnie Scott's Jazz House)
- 『ハート・オブ・ザ・サン』 - Heart of the Sun (2001年、33 Jazz)
- Slow Life (2003年、Ether Sounds)
- Earth to Ether (2004年、33 Jazz)
- 『ダブル・トーク』 - Double Talk (2007年、33 Jazz)
- Fear Falls Burning - The Tonefloat Sessions (2009年、Tonefloat)
- 『トランスグレッション』 - Transgression (2015年、Esoteric) ※セオ・トラヴィス・ダブル・トーク名義
- Open Air (2017年、Tonefloat)
- Songs From The Apricot Tree (2021年、Ethersounds)

### トラヴィス&フリップ
- 『スレッド』 - Thread (2008年、Panegyric)
- May 21, 2009 - All Saints Church, Broad Chalke, United Kingdom (2009年、Tonefloat/DGMLive) ※ライブ
- May 22, 2009 - Bishop’s Cleeve. - St. Michael & All Saints (2009年、Tonefloat/DGMLive) ※ライブ
- April 30, 2010 - Teatro Echegaray, Málaga, Spain (2010年、DGMLive) ※ライブ
- 『ライヴ・アット・コヴェントリー・カテドラル』 - Live at Coventry Cathedral (2010年、Panegyric) ※ライブ
- Follow (2012年、Panegyric)
- Discretion (2014年、Panegyric)
- 『ビトウィーン・ザ・サイレンス』 - Between The Silence (2018年、Wowow Entertainment, Inc.)

### コラボレーション・アルバム
- Bodywork (1998年、33 Jazz) ※with ジョン・マーシャル、マーク・ウッド
- Berlin Vibe (2001年、Symbol) ※Travis/Beaujolais Quartet名義
- Guerrilla Music (2002年、Burning Shed) ※with マーク・ヒウィンズ
- For the Love of Open Spaces (2003年、Pillow Mountain) ※with スティーヴ・ロウソン
- Eleven Bowls of Acidophilus Flute Salad 2000/2001 (2006年、Tonefloat) ※全曲、ゴングの『Zero To Infinity』ツアーでの即興曲
- Torn Sunset (2011年、Edsel) ※with ジョン・フォックス
- Windjammer (2014年、Blue Serene Focus) ※Echo Engine with Theo Travis名義

### コンピレーション・アルバム
- 『オール・アイ・ノウ - アン・アンソロジー』 - All I Know (2010年、33 Jazz)

### ソフト・マシーン
- 『スティーム』 - Steam (2007年、Moonjune) ※ソフト・マシーン・レガシー名義
- 『ライヴ・アドヴェンチャーズ 2010』 - Live Adventures (2010年、Moonjune) ※ライブ。ソフト・マシーン・レガシー名義
- 『バーデン・オブ・プルーフ』 - Burden of Proof (2013年、Moonjune) ※ソフト・マシーン・レガシー名義
- 『ヒドゥン・ディテールズ -隠された真実-』 - Hidden Details (2018年、Moonjune) Moonjune
- 『ライヴ・アット・ザ・ベイクドポテト2019』 - Live At The Baked Potato (2020年、Tonefloat) ※ライブ

### 参加アルバム
- ジェイド・ウォリアー : Distant Echoes (1993年、Red Hot)
- The Other Side : Dangerous Days (1994年、Bridge)
- ディック・ヘクストール＝スミス : Celtic Steppes (1996年、33 Jazz)
- Gaddy Zerbib : Gaddy Zerbib (1996年、Zerbib)
- Jive Nation : Under African Skies (1996年、Bridge)
- SUGIZO : 『TRUTH?』 - Truth (1997年、Polygram/Cross)
- ジャンセン / バルビエリ / カーン (JBK) : 『_ISM』 - _ism (1998年、Medium Productions Limited)
- 土屋昌巳 : 『森の人』 - Forest People (1998年、Polygram/Cross)
- ベース・コミュニオン : Bass Communion (1998年、3rd Stone)
- インディゴ・フォールズ : Indigo Falls (1998年、Medium Productions Limited)
- The Great Unknown : It's out there (1998年、Infinity)
- ポーキュパイン・ツリー : 『スチューピッド・ドリーム』 - Stupid Dream (1999年、Kscope)
- ベース・コミュニオン : Bass Communion 2 (1999年、Hidden Art)
- 高橋幸宏 : 『PULSE×PULSE』 - Pulse (1999年、Consipio)
- Cipher : No Ordinary Man (1999年、Hidden Art)
- ゴング : Zero to Infinity (2000年、Snapper Music)
- ゴング : 『ライヴ・トゥ・インフィニティ』 - Live 2 Infinitea (2000年、Snapper Music) ※ライブ
- 小林明子 : 『Beloved』 - Beloved (2001年、Warner Japan)
- アンニャ・ガルバレク : Smiling and Waving (2001年、Virgin Norway)
- ジャンセン / バルビエリ / カーン (JBK) : 『プレイング・イン・ア・ルーム・ウィズ・ピープル』 - Playing in a room with people (2001年、Medium Productions Limited) ※ライブ
- ポーキュパイン・ツリー : Recordings (2001年、Kscope/Snapper Music) ※コンピレーション
- ベース・コミュニオン : Bass Communion 3 (2001年、Burning Shed)
- Recreator : Solar Sahara (2001年、FMR)
- ノーマン : Lost Songs, Volume One (2001年、Burning Shed)
- ノーマン : Returning Jesus (2001年、3rd Stone)
- Rod Blake : Blake (2001年、Candid)
- ティト・ロペス・コンボ : Tito Rides In (2001年、Acid Jazz)
- Cipher : One Who Whispers (2002年、Gliss)
- ゴング : OK Friends (2002年、Gas)
- ゴング : From Here to Eternity (2002年、Snapper Music) ※コンピレーション
- デイヴ・シンクレア : Into the Sun (2003年、DSINCS-Music)
- デイヴ・シンクレア: 『フル・サークル』 - Full Circle (2003年、DSINCS-Music)
- ユリ・ゲラー : Meditations (2003年、Forkbender)
- ユリ・ゲラー : Words of Courage and Inspiration (2003年、Forkbender)
- ポーキュパイン・ツリー : 『ザ・スカイ・ムーヴズ・サイドウェイ』 - The Sky Moves Sideways (2003年、Delerium) ※再発盤
- House Of Thandoy : House of Thandoy (2003年)
- Harbans Srih's Vybesmen : Harbans Srih's Vybesmen (2003年、Tito)
- ノーマン : All that you are (2003年、Hidden Art) ※EP
- A Marble Calm : Surfacing (2004年、Burning Shed)
- タンジェント : 『ザ・ワールド・ザット・ウィ・ドライヴ・スルー』 - The World That We Drive Through (2004年、Inside Out)
- スティーヴン・ウィルソン : Unreleased Electronic Music Volume 1 (2004年、Headphone Dust) ※コンピレーション
- ベース・コミュニオン : Ghosts on magnetic tape (2004年、Headphone Dust)
- ティト・ロペス・コンボ : Still Smokin'  (2004年、Tito's)
- カレン・レイン : Taste (2004年、33 Jazz)
- Cipher : Elemental Forces (2005年、Burning Shed)
- ナイン・ホーセス : 『スノー・ボーン・ソロウ』 - Snow Bourne Sorrow (2005年、SamadhiSound)
- ベース・コミュニオン : Indicates Void (2005年、Tonefloat)
- タンジェント : 『ア・プレイス・イン・ザ・キュー』 - A Place in the Queue (2006年、Inside Out)
- ジョン・レスター : So Many Reasons (2006年、Midnite Cafe)
- ケイリー・グレイス : Where You Go (2007年、Door 13 Music)
- カーマカニック : 『フーズ・ザ・ボス・イン・ザ・ファクトリー』 - Who's the Boss in the Factory? (2008年、Inside Out)
- ジェイド・ウォリアー : NOW (2008年、Windweaver Music)
- タンジェント : 『ノット・アズ・グッド・アズ・ザ・ブック』 - Not as Good as the Book (2008年、Inside Out)
- ノーマン : Schoolyard Ghosts (2008年、Kscope/Snapper Music)
- ベース・コミュニオン : Pacific Codex (2008年、Headphone Dust)
- フランシス・ダナリー : There's A Whole New World Out There (2009年、Aquarian Nation)
- ゴング : 『2032』 - 2032 (2009年、G-Wave)
- ステファノ・パヌンジ : A Rose (2009年、Emerald Recordings)
- goldbug : the seven dreams (2010年、1K Recordings)
- スティーヴン・ウィルソン : Grace for Drowning (2011年、Kscope)
- スティーヴン・ウィルソン : Catalogue / Preserve / Amass (2012年、Headphone Dust/Kscope) ※2011年10月ライブ録音
- スティーヴン・ウィルソン : 『レイヴンは歌わない』 - The Raven that Refused to Sing (And Other Stories) (2013年、Kscope)
- goldbug : Nacaal (2014年、1K Recordings)
- スティーヴン・ウィルソン : 『ハンド・キャンノット・イレース』 - Hand. Cannot. Erase. (2015年、Kscope)
- デイヴ・スタート : Dreams And Absurdities (2015年、Esoteric/Antenna)
- アネクドテン : 『斜陽の館』 - Until All The Ghosts Are Gone (2015年、VIRTA)

## フィルモグラフィ
- 『カンタベリー・テイルズ ロマンティック・ウォーリアーズIII』 - Romantic Warriors III: Canterbury Tales (2015年) ※DVD